# Гандрия
Гандрия (итал. Gandria) — ныне одно из предместий швейцарского города Лугано в кантоне Тичино, до административного присоединения в 2004 году к Лугано — отдельная коммуна.

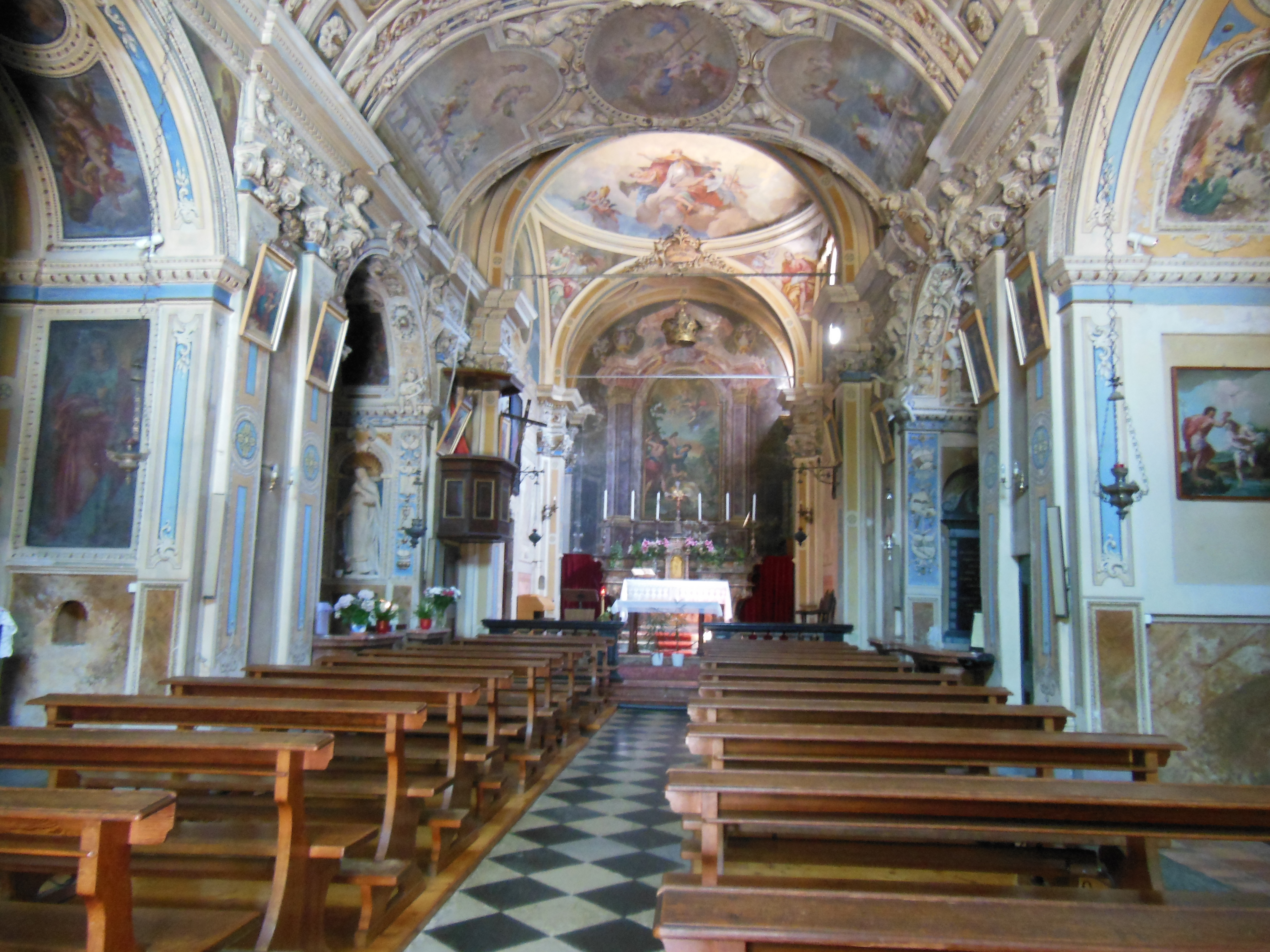
Интерьер церкви Сан-Вигилио

Городок расположен на живописных склонах Монте-Бре, круто спускающихся в этом месте к озеру Лугано. В течение столетий его населяли преимущественно рыбаки, а также служащие таможен и пограничных постов. Внешний вид Гандрии за эти годы практически не изменился, привлекая туристов узкими улочками, старинными зданиями и переулками-лестницами.
Наибольший интерес представляют соборная церковь Сан-Вигилио, Ораторий Сан-Россо, расположенный в «Кантине-ди-Гандрия» Швейцарский таможенный музей. В лесу над озером Лугано сохранились Sasso della Predescia и Sasso di Gandrigna — два гигантских валуна эпохи последнего ледникового периода.

## Дополнения
- Гандрия: Культурный центр кантона Тичино
- Швейцарский таможенный музей